# Eurytoma ellenbergeri
Eurytoma ellenbergeri är en stekelart som först beskrevs av Jean Risbec 1955.  Eurytoma ellenbergeri ingår i släktet Eurytoma och familjen kragglanssteklar. Inga underarter finns listade i Catalogue of Life.